# Pirosszemű gerle
A pirosszemű gerle (Streptopelia semitorquata) a madarak osztályának galambalakúak (Columbiformes) rendjéhez és a galambfélék (Columbidae) családjához tartozó faj.

## Rendszerezése
A fajt Eduard Rüppell német ornitológus írta le 1837-ben, a Columba nembe Columba semitorquata néven.

## Előfordulása
Afrikában, a Szahara alatti részeken honos. Természetes élőhelyei a szubtrópusi vagy trópusi síkvidéki esőerdők, mangroveerdő, szavannák és cserjések, folyók és patakok környékén, valamint ültetvények, szántóföldek, vidéki kertek és városi régiók. Vonuló faj.

## Megjelenése
Testhossza 30 centiméter, testtömege 162-310 gramm. Szeme vörös színű. Feje és melle sötét bordós-rózsaszín. Tarkóján fekete csík található. Lába és a szem körüli csupasz bőre piros. A nemek hasonlók, a fiatalok tollazata unalmasabb.
|  |  |

## Életmódja
Táplálékuk fű magvakból, gabonafélékből áll. Gyakran fogyasztják őket a talajon. Mint számos más galamb faj, nem társaság kedvelők, egyedül vagy párban lehet őket látni.

## Szaporodása
Fészkét fára építi, fészekalja 2 fehér tojásból áll.

## Természetvédelmi helyzete
Az elterjedési területe rendkívül nagy, egyedszáma pedig növekszik. A Természetvédelmi Világszövetség Vörös listáján nem fenyegetett fajként szerepel.